# 聖母子の絵画を示す聖ルカ
『聖母子の絵画を示す聖ルカ』（せいぼしのかいがをしめすせいルカ、伊: San Luca mostra un dipinto della Vergine、英: Saint Luke Displaying a Painting of the Virgin）は、イタリアのバロック絵画の巨匠グエルチーノが1662-1663年にキャンバス上に油彩で制作した絵画である。レッジョ・エミリアのサン・フランチェスコ教会のために委嘱された。1746年までにイギリスの政治家ジョン・スペンサーの手中に入り、彼の子孫に継承されたが、1983年に米国カンザスシティのネルソン・アトキンス美術館に購入された。

## 作品

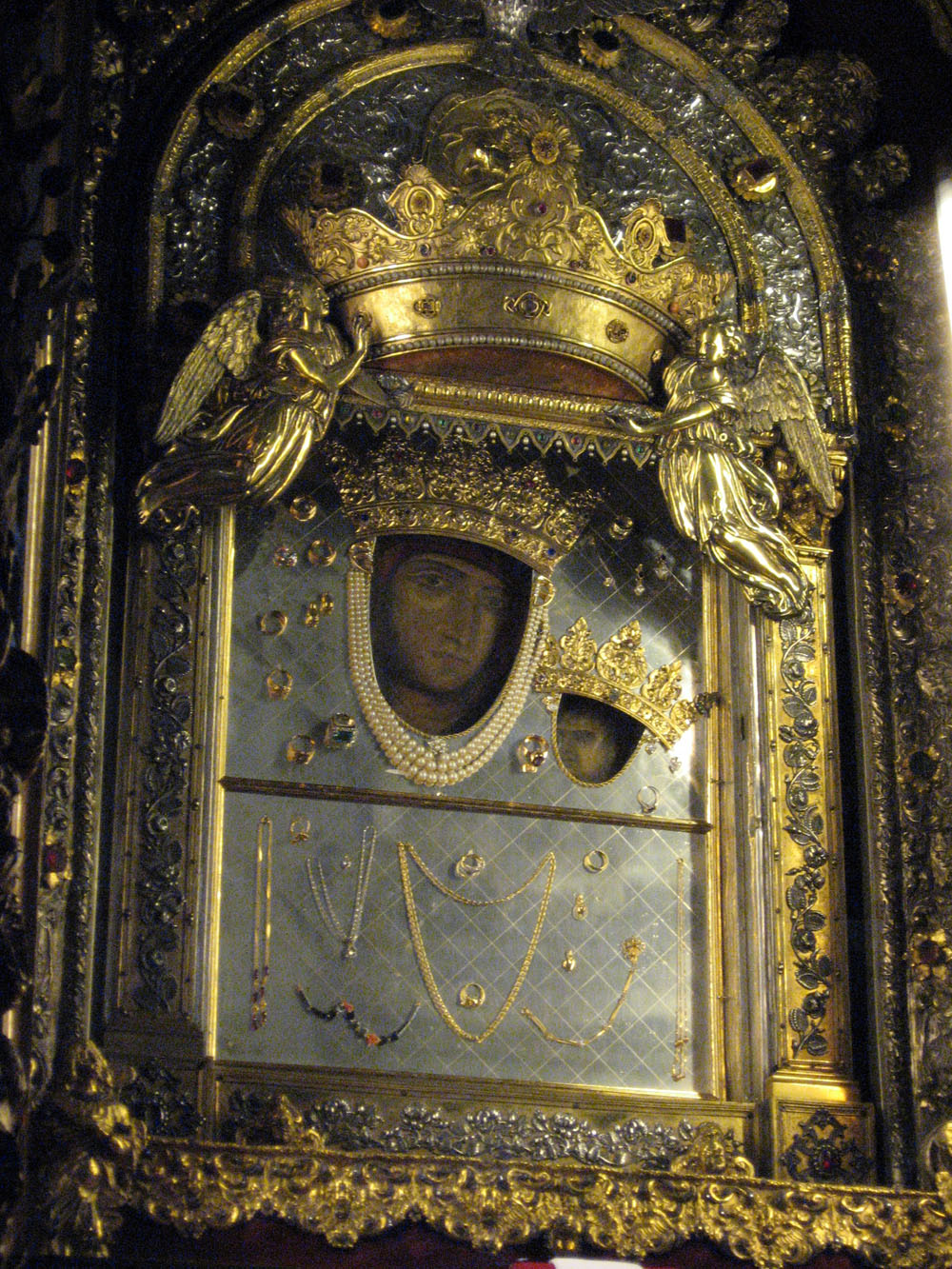
聖ルカ作とされる聖母のイコン、マドンナ・ディ・サン・ルカ教会、ボローニャ

キリスト教に改宗したシリア人の医師ルカの著作「ルカによる福音書」はほかの福音書に比べて、イエス・キリストの生誕と幼年期についての詳しいエピソードが目につく。そのため聖母マリアを直接知る使徒という伝説が生まれた。さらに同じくルカが著した「使徒言行録」の文体が細やかなため、彼は画家に匹敵する観察眼を持つと考えられるようになった。ルカの画家としてのイメージはここから派生しており、彼の前に突然、聖母マリアが現われ、彼がその肖像画を仕上げるまで留まったという伝説もある。実際、彼の手になるとされる数点の聖母子像が現代に伝わっている。
画中の聖ルカは、彼のアトリビュート (人物を特定する事物) である牡牛の形をしたインク壺とともに表されている。このインク壺は、福音書の著者であることを象徴する書物の上に置かれている。グエルチーノはルカを通して鑑賞者を画面の情景に参画するよう招いており、これはバロック美術の特徴である。ルカは鑑賞者を見つめ、ジェスチャーで鑑賞者の視線を自身の絵画に向けているが、同様に絵画の聖母マリアはジェスチャーで鑑賞者の視線を幼子イエスに向けている。なお、本作の画中画となっている聖母子像はルカ作とされるイコン (マドンナ・ディ・サン・ルカ教会、ボローニャ) を表しているはずであるが、そのビザンチン美術の様式を模倣していない。